# Höftsmärta
Höftsmärta är smärta som kan lokaliseras till området vid höftleden, och syftar vanligen på muskuloskeletala problem. Problem med höften kan dock ibland kännas i låret eller knät istället, eller i sätet eller ljumskarna. Ofta beror höftsmärta på problem med skelett eller bindväv i höften. Men också smärta vid knä-, lår- eller ryggproblem kan stråla mot höften som en refererad smärta.
Höften belastas normalt så fort man använder benen, vilket sker genom användning av senor och muskler på signaler från nervsystemet. Brosk förhindrar att benen gnider mot varandra. Såväl skelett och brosk som senor och muskler och nerver kan orsaka smärta i höften. Med ökande ålder finns en ökad risk att höften drabbats av förslitningsskada, och sjukdomar som artrit, benskörhet, bursit, synovit, med mera. Skador mot höften kan ge exempelvis höftfraktur, höftluxation, muskelsträckning, tendinit och bursit. Nerver kan komma i kläm, och ge smärta, som fallet är med exempelvis ischias. Skelettsjukdomar med höftsmärta innefattar skelettcancer, rakit, för barn Legg-Calvé-Perthes sjukdom, osteomyelit, med mera. Om höftsmärtan sitter inuti höften eller ljumsken är det mer troligt att det är själva höftleden som är problemet. Om smärtan istället sitter på utsidan av höften är det mera sannolikt att smärtan beror på höftens muskler, ligament, senor eller annan bindväv.
Risken för förslitningsskador och överbelastning ökar av övervikt, dåliga skor, dålig kroppshållning, och att träna utan uppvärmning.